# Santa Bárbara, Chihuahua
Santa Bárbara là một đô thị thuộc bang Chihuahua, México. Năm 2005, dân số của đô thị này là 10120 người.